# Pehr Löfling
Pehr Löfling (Tolvfors, Valbo, 31 de janeiro de 1729 — San Antonio de Caroní, 22 de fevereiro de 1756), também conhecido por Pedro Loefling, foi um botânico sueco, discípulo predilecto e colaborador de Carolus Linnaeus, que se notabilizou na exploração da fauna e flora da Venezuela, sendo um dos primeiros cientistas europeus a estudar a biologia daquela região da América do Sul. Visitou aquele território integrado na Comissão de Demarcação espanhola, criada na sequência do Tratado de Madrid de 13 de Janeiro de 1750 para fixar a fronteira entre as possessões portuguesas e espanholas nas bacias do Orinoco e do Amazonas. Morreu aos 27 anos, vítima de malária, na região de Guiana, na actual Venezuela.

## Biografia
Pehr Löfling nasceu em Tolvfors, Valbo, condado de Gestrícia (Suécia), a 31 de Janeiro de 1729, filho de Eric Löfling e de Barbara Strandman. Destinado a seguir carreira como pastor luterano, ingressou em 1743 na Universidade de Upsália, onde se interessou sobremaneira pelas ciências naturais e se transferiu para medicina, tendo-se graduado em 1750.
Frequentou as aulas de Carlos Lineu, de quem era considerado um dos discípulos favoritos, mantendo colaboração com ele durante toda a sua vida. Fez parte do grupo de apóstolos de Lineu, um grupo de jovens naturalistas que partindo de Upsália se dirigiram a terras remotas à procura de novas espécies. Colectando e reportando a Lineu o resultado das suas observações, estes apóstolos permitiram a Lineu descrever largas centenas de novas espécies e lançar as bases do sistema global de classificação dos seres vivos.
Lineu apelidava apreciativamente Löfling de voltur (ave de rapina), alcunha com que procurava descrever a acuidade da visão e a capacidade de observação do seu discípulo pelas coisas da natureza. Quando em 1750 Lineu foi sofreu um ataque de gota que o impedia de escrever, foi a Löfling que ditou boa parte da sua obra Philosophia botanica.

### Exploração botânica de Portugal e Espanha (1751-1753)
Sendo um dos apóstolos de Lineu, Löfling foi encaregue do reconhecimento da Península Ibérica. Para isso viajou em 1751 para Lisboa, prosseguindo daí para Madrid, realizando pelo caminho trabalhos de campo.
Permaneceu em Madrid durante os anos de 1751 e 1752, para aprender espanhol, ao mesmo tempo que trabalhava como professor de botânica, estabelecendo boas relações com a Corte espanhola, num período em que o interesse pela botânica nela aumentava.
O interesse da realeza espanhola pela botânica tinha começado com Felipe V, que tinha criado um lugar de professor de botânica na escola médica de Sevilha e dado ordens, através de uma cédula real, para que em todas as possessões ultramarinas da Coroa espanhola, as autoridades procurassem plantas, animais e minerais que considerassem pouco comuns e enviassem amostras para Madrid.
Durante este período, colaborou na instalação do primeiro jardim botânico de Madrid, em Migas Calientes, e fez viagens de exploração botância e zoológica pela Península Ibérica, visitando Portugal, reportando os resultados a Lineu.
Quando em 1754, José de Carvajal, o Secretário de Estado de Fernado VI, nomeou José de Iturriaga para encabeçar uma comissão de limites destinada a estabelecer as fronteiras entre as possessões de Portugal e Espanha na região do Orinoco e Amazonas,  Löfling foi convidado a integrar a expedição, tendo como encargo colectar espécimes botânicos destinados às colecções reais. Ao mesmo tempo deveria enviar exemplares ao seu mentor, Lineu, e a outras colecções europeias.

### A Comissão de Demarcação e a expedição ao Orinoco (1754-1756)
Visando pôr fim às contínuas disputas sobre a fronteira entre os respectivos territórios da América do Sul, a 13 de Janeiro de 1750 foi assinado entre Portugal e Espanha o Tratado de Madrid. Com este acordo pretendia-se substituir a ténue e nunca demarcada linha do Tratado de Tordesilhas por uma fronteira assente em limites naturais facilmente identificáveis. Ao longo da actual fronteira norte do Brasil, o tratado estabelecia como limite a linha de cumeadas que dividem as bacias hidrográficas dos rios Orinoco e Amazonas. Nos termos do Tratado, os territórios que drenassem para o rio Orinoco pertenceriam à Espanha e os que alimentassem para o rio Amazonas seriam de Portugal.
Para proceder in situ a demarcação, a Coroa espanhola enviou uma Comissão de Limites, sob o comando de José de Iturriaga, da qual faziam parte Eugenio Alvarado, Antonio de Urrutia e José Solano y Bote. Com a Comissão viajavam cartógrafos, astrónomos, capelães, cirurgiões, militares e um grupo de naturalistas, encabeçados por Pehr Löfling. O grupo de naturalistas incluía dois médicos, Benito Paltor e Salvador Condal, que faziam as vezes de naturalistas ajudantes, e dois desenhadores, Bruno Salvador Carmona e Juan de Dios Castel.
A expedição partiu do porto de Cádis a 15 de Fevereiro de 1754, escalou as Canárias, alcançando Cumaná, então a capital da Nueva Andalucía, na costa da actual Venezuela, depois de gastarem 55 dias de viagem na travessia do Atlântico.
Naquela região, enquanto esperavam ordens para se dirigirem à zona onde deveriam proceder à demarcação da linha de fronteira, os naturalistas que a integravam iniciaram os seus trabalhos de campo. Os primeiros meses foram dedicados a herborizar nas proximidades de Cumaná e a estudar o rico biota da região, especialmente a fauna zona costeira, de qual Pehr Löfling deixou algumas descrições. Em princípios de Junho, os naturalistas estenderam a sua área de acção até Ipure,  Maracapana e Cumanacoa. Nos últimos dias Junho, Pehr Löfling, acompanhado de Benito Paltor e Juan de Dios Castel, embarcou para a localidade venezuelana de Barcelona, na região de Anzoátegui.
As duras condições ambientais ali existentes influíram negativamente na saúde dos naturalistas, tornando lentos e penosos os trabalhos. Apesar disso, elaboraram algumas descrições e desenhos durante os primeiros dias de Agosto de 1754 e percorreram parte das missões de Píritu, as margens do rio Unare, e ainda as regiões de Tocuyo, Puruey e Clarines.
Partindo de Píritu, onde se encontravam a 15 de Agosto, os naturalistas regressaram a Barcelona de Anzoátegui, e dali, por barco, a Cumaná, onde chegaram no final daquele mês.
Pehr Löfling permaneceu quase inactivo durante o último trimestre do 1754, pois os seus problemas saúde não lhe permitiam prosseguir com os trabalhos de que estava encarregado. Teve, por isso, de permanecer durante todo este tempo em Cumaná.
Resolvidos as questões diplomáticas e os trâmites burocráticos que o ocupavam desde chegada à América, José de Iturriaga decidiu, já em finais de 1754, iniciar a subida do curso do Orinoco, com o objectivo de alcançar as margens do rio Negro, região onde se deveria encontrar com o seu contraparte da comissão portuguesa criada com os mesmos fins, que deveria ter subido o Amazonas.
Por esta altura, a comissão dividiu-se em dois grupos: José Solano capitaneou um grupo que se dirigiu à ilha Trinidad, para dali prosseguir até às cabeceiras do Orinoco, com ele viajando Benito Paltor e Juan de Dios Castel; o outro grupo, integrando Eugenio Alvarado, Pehr Löfling, Salvador Condal e Bruno Salvador Carmona, encaminhou-se para a mesma região, mas seguindo por terra, para tal atravessando Barcelona e as missões do Píritu. O objectivo final seria convergirem na região de Santo Tome de Guayana.
A 17 de Janeiro de 1755, Pehr Löfling e os seus companheiros encontravam-se, de novo, em Barcelona de Anzoátegui. A saúde de Löfling estava então seriamente abalada devido a um acesso de dores que sofrera no dia de Natal, o qual o mantivera de cama durante mais de uma semana. No dia seguinte partiram para San Bernardino, tendo Löfling trabalhado nesta localidade, em El Pilar e ao longo do rio Aragua durante alguns meses.
A 5 de Abril, seguindo as ordens de José de Iturriaga, a expedição encaminhou-se para a região de Guayana. De caminho atravessou as missões de Píritu, cruzando o rio Güere até alcançar San Pablo. Daí, prosseguiu para sul por San Lorenzo e Margarita. A 15 de Abril dirigiram-se a Aragua e, dali, a Nuevo Hato. A 23 de Abril partiram de Muitaco, de canoa, para as fontes do rio El Pao. Chegaram a Santo Tomé de Guayana a 29 de Abril de 1755.
Em princípios de Maio de 1755, Pehr Löfling, acompanhado de Benito Paltor e Bruno Salvador Carmona, iniciaram o estudo das missões de Guayana. Afectados pelas agruras impostas pelo clima e pelos insectos picadores, percorreram Suay, Caroní, Murucuri, Aguacagua, Altagracia, El Hato e Copanuy.
Em começos de Setembro de 1755, quando já se encontrava na região de Guayana, Pehr Löfling começou sofrer de febres, razão pela qual se recolheu à região de Caroní, onde o seu estado de saúde se agravou. Em meados de Outubro, acreditou ter recuperado, mas uma nova recaída obrigou-o a ficar de cama. Faleceu a 22 de Fevereiro de 1756, na missão de Murrecurri (ou Merercuri), em San Antonio de Caroní, vítima de malária, sendo aí enterrado. Com a sua morte desfez-se a equipa de naturalistas, tendo uns abandonado a Expedição e outros sido encarregues de outras tarefas.
A Comissão de Limites dirigida por José de Iturriaga deu por finalizados os seus trabalhos em Junho de 1760, sem que chegasse a estabelecer o planeado contacto com a comissão portuguesa. A 12 de Fevereiro de 1761, o Tratado de El Pardo anulava totalmente o Tratado de Madrid, sendo adiada a delimitação territorial, embora a presença espanhola se tivesse entretanto consolidado com a assinatura de acordos entre a Coroa espanhola e os povos ameríndios do Alto Orinoco.

## A obra de Pehr Löfling
As descrições botânicas feitas por Pehr Löfling durante a sua permanência em terras americanas ficaram manuscritas na sua Flora Cumanensis, da qual se conhecem apenas rascunhos. A partir das descrições a que teve acesso, juntando o trabalho de Löfling na Península Ibérica e na América, Carolus Linnaeus publicou em Estocolmo, no ano de 1758, uma obra, que atribuiu postumamente a Pehr Löfling, com o título de Iter Hispanicum, eller resa til Spanska Länderna uti Europa och America 1751 til 1756. Lineu dedicou-lhe também o género botânico Loeflingia da família das Caryophyllaceae.
Os seus estudos zoológicos, em especial os de ictiologia, tiveram repercussão, embora modesta, na obra de Carolus Linnaeus. Um dos manuscritos produzidos por esta expedição, intitulado Ichtyologia orinocensis, descreve de meia centena de espécies de peixes, bem como alguns répteis e aves. Apesar da letra constante do manuscrito parecer de Juan de Dios Castel, não há dúvida de que nele se recolhe parte dos trabalhos de Pehr Löfling.
O arquivo do Real Jardim Botânico de Madrid conserva o fundo Expedición de Límites al Orinoco –  Pehr Löfling (1743-1766), constituído por 5 caixas e 200 desenhos, a maioria botânicos e zoológicos. São parte da documentação gerada por Pehr Löfling na sua passagem por Espanha, na maioria trabalhos científicos produzidos na expedição à Venezuela e referentes a temas de Botânica e Zoologia.
O nome de Pehr Löfling é recordado na toponímia de várias localidades da Venezuela, sendo patrono do Colegio Loefling, em Puerto Ordaz. O lugar onde foi sepultado, hoje denominado Las Ruinas de Las Misiones del Caroní, situa-se nas margens do rio Caroní, aproximadamente a 25 km da embocadura, e é visitável.

## Publicações
- Iter Hispanicum, eller resa til Spanska Länderna uti Europa och America 1751 til 1756, obra póstuma, editada em 1758 por Lineu, e disponível em versão electrónica aqui.